# Јутика (Мичиген)
Јутика (Мичиген) (енгл. Utica) град је у америчкој савезној држави Мичиген. По попису становништва из 2010. у њему је живело 4.757 становника.

## Демографија
Према попису становништва из 2010. у граду је живело 4.757 становника, што је 180 (3,9%) становника више него 2000. године.
| Група             | 2000.         | 2010.         |
| Белци             | 4.232 (92,5%) | 4.210 (88,5%) |
| Афроамериканци    | 42 (0,9%)     | 92 (1,9%)     |
| Азијати           | 117 (2,6%)    | 167 (3,5%)    |
| Хиспаноамериканци | 96 (2,1%)     | 183 (3,8%)    |
| Укупно            | 4.577         | 4.757         |